# Robstown
Robstown is een plaats (city) in de Amerikaanse staat Texas, en valt bestuurlijk gezien onder Nueces County.

## Demografie
Bij de volkstelling in 2000 werd het aantal inwoners vastgesteld op 12.727.
In 2006 is het aantal inwoners door het United States Census Bureau geschat op 12.422, een daling van 305 (-2,4%).

## Geografie
Volgens het United States Census Bureau beslaat de plaats een oppervlakte van
31,3 km², geheel bestaande uit land. Robstown ligt op ongeveer 23 m boven zeeniveau.

## Plaatsen in de nabije omgeving
De onderstaande figuur toont nabijgelegen plaatsen in een straal van 16 km rond Robstown.